# Слухати у відсіках
«Слухати у відсіках» — радянський двосерійний художній телефільм 1985 року про двох командирів — підводного човна і протичовнового корабля. Знятий режисером Миколою Засєєвим-Руденком за однойменною повістю Володимира Тюріна.

## Сюжет
У далекому 1942 році радянський підводний човен під командуванням Пилипа Івановича Логінова (капітан третього рангу) непоміченим проник у бухту Багряну, захоплену противником. Потопивши торпедами транспорт гітлерівців водотоннажністю близько шести тисяч тонн, субмарина загинула.
Із тих часів минуло більше сорока років. Командування військово-морського флоту проводить навчання. Командирові підводного човна Миколі Логінову, синові героїчно загиблого батька-підводника, а також командирові великого протичовнового корабля Сергієві Золотницькому, його другові, поставлені завдання: ставши умовними супротивниками, не дати виявити себе, знайти противника та "знищити" його.
Під час навчань корабель Золотницького, потрапивши в рибальські сіті, став нерухомою мішенню. Не бажаючи легкої перемоги, Логінов не «знищив» супротивника з вигідної позиції. Як тільки командирові протичовнового корабля вдалося виявити субмарину, він атакував і «потопив» ціль.
На нараді командувач флоту, беручи до уваги все, що відбулося, вирішує повторити навчання. Логінов діє так само, як і його загиблий під час німецько-радянської війни батько, і здобуває перемогу.

## У ролях
- Борис Щербаков —  Микола Пилипович Логінов, син Пилипа Івановича, друг та однокашник Золотницького, командир ПЛ Б-13, капітан другого рангу/Пилип Іванович Логінов, батько Миколи, командир ПЧ "Щука", капітан третього рангу
- Ігор Старигін —  Сергій Золотницький, друг і однокашник Логінова, командир ВПК, капітан другого рангу
- Кирило Лавров —  адмірал, командувач флоту
- Георгій Мартинюк —  Юрій Захарович Щукарьов, командир (комбриг) бригади ПЧ, капітан першого рангу
- Віталій Коняєв —  Валентин Іванович Радько, старший офіцер штабу флоту, капітан першого рангу
- Вилорий Пащенко —  Геннадій Васильович Березін, старпом ПЧ, капітан третього рангу
- Ігор Слободський —  Анзор Георгійович Алавідзе, командир БЧ-1 ПЧ, капітан третього рангу
- Степан Старчиков —  Ігор Ілліч Казанцев, командир першого відсіку ПЧ, мінер, старший лейтенант
- Олександр Костильов —  Кисельов, командир відділення торпедистів, старшина 1-ї статті ПЧ
- Сергій Попович —  Федір Мартинович Зайцев, молодий матрос, торпедист ПЧ
- Анатолій Переверзєв —  Микола Литвиненко, старпом ВПК, капітан третього рангу
- Олександр Гебдовський —  Олег Миколайович, командир БЧ-3 ПЧ, старший лейтенант
- Ігор Черницький —  Максименко (Силич), боцман ПЧ, мічман
- Михайло Ігнатов —  Капустін, відповідальний за продовольство на ПЧ, мічман
- Тарас Кирейко —  Євген Олександрович, начмед ПЧ, капітан медслужби
- Олександр Агеєнко —  старший матрос на ПЧ
- Вадим Горкуценко —  Ларін, акустик на ПЧ, старшина
- Олександр Ануров —  Пашка
- В'ячеслав Говалло —  боцман ПЧ "Щука"
- Андрій Гусєв —  матрос ПЧ "Щука"
- Василь Фущич —  сигнальщик на ВПК, мічман
- Євген Москальов —  Ткаченко, командир гідроакустичної вахти ВК, мічман
- Микола Засєєв-Руденко —  представник політуправління флоту, віце-адмірал (немає в титрах)
- Володимир Тишаєв —  начальник штабу флоту, віце-адмірал
- Анатолій Станкевич —  командир екіпажу вертольота
- Олександр Ільїн —  другий пілот вертольота (немає в титрах)
- Олександр Єсін —  бортовий технік вертольота (немає в титрах)
- Володимир Мішаков —  капітан крейсера
- Микола Малашенко — епізод
- Олександр Сілін — епізод

## Знімальна група
- Режисер — Микола Засєєв-Руденко
- Сценаристи — Михайло Канюка, Володимир Карасьов
- Оператор — Микола Журавльов
- Композитор — Іван Карабиць
- Художник — Григорій Павленко